# Industrie pharmaceutique en Provence-Alpes-Côte d'Azur
 (mars 2023).
Si vous disposez d'ouvrages ou d'articles de référence ou si vous connaissez des sites web de qualité traitant du thème abordé ici, merci de compléter l'article en donnant les références utiles à sa vérifiabilité et en les liant à la section « Notes et références ».
La région Provence-Alpes-Côte d'Azur n’apparaît pas comme un centre de développement de l’industrie pharmaceutique. Or, cette industrie y existe, de façon plus discrète qu’ailleurs et moins imposante que dans la large ceinture parisienne. Un riche tissu d’entreprises[réf. nécessaire] exerçant leurs activités dans le domaine de l’industrie pharmaceutique est présent.
Au-delà des entreprises qui recherchent, produisent et exploitent leurs propres médicaments, une particularité de la région PACA est de posséder une riche nébuleuse d’entreprises[réf. nécessaire] dont la vocation n’est pas de commercialiser leurs propres médicaments mais d’offrir des services aux laboratoires pharmaceutiques à travers le monde.
Cet ensemble de compétences diffuses sur tout le territoire de la région est propre à satisfaire par complémentarité tous les besoins d’une industrie pharmaceutique dont le recentrage sur ses activités de base fait apparaître un fort besoin de prestataires spécialisés et compétents dans ce domaine. La large répartition géographique de ces entreprises entrave certainement leur lisibilité.